# Rio Făina
O Rio Făina é um rio da Romênia, afluente do Vaser, localizado no distrito de Maramureş.